# Măicănești
Măicănești è un comune della Romania di 4 906 abitanti, ubicato nel distretto di Vrancea, nella regione storica della Muntenia. 
Il comune è formato dall'unione di 6 villaggi: Belciugele, Măicănești, Râmniceni, Slobozia Botești, Stupina, Tătaru.